# Ford Köln
La Ford Köln è un'autovettura di fascia medio-bassa prodotta dal 1932 al 1935 dalla Casa automobilistica statunitense Ford per il mercato tedesco.

## Profilo
All'inizio degli anni trenta la Ford impiantò un nuovo stabilimento in Germania, per la produzione di una nuova gamma di vetture studiate per il mercato europeo, ed in particolare per quello tedesco. La prima Ford espressamente concepita per tale mercato fu la Köln, che in tedesco indica la città di Colonia, ubicazione dello stabilimento Ford in Germania.
La Köln altro non era che la Ford Model Y per il mercato tedesco. Da quest'ultima prese infatti tutto. In primo luogo la carrozzeria berlina e gli ingombri, ma anche il motore, un 4 cilindri da 933 cm³ in grado di erogare 21 CV. La distribuzione era a valvole laterali. Con un cambio a 3 marce, la trazione posteriore ed un peso a vuoto di neppure 5 quintali, la Köln raggiungeva i 90 km/h di velocità massima. C'è da dire che nel caso della versione tedesca il propulsore era leggermente depotenziato, visto che la Ford Y era accreditata di 23 CV e di 95 km/h di allungo. In ogni caso la Köln si manteneva nella media dell'epoca per le vetture di quella fascia di mercato che comprendeva anche la Fiat 508 Balilla.
Nonostante le sue ottime qualità, la Köln ottenne un successo inferiore alle aspettative, anche perché ostacolata da una concorrenza agguerrita ed in molti casi più innovativa, come le DKW F2 a trazione anteriore. Mentre nel Regno Unito la Y spopolava, lo stesso non si poté quindi dire nel caso della Köln, che fu pertanto tolta di produzione nel 1935 e fu sostituita dalla Ford Eifel, di classe leggermente superiore.